# Avraham Ben Chimol

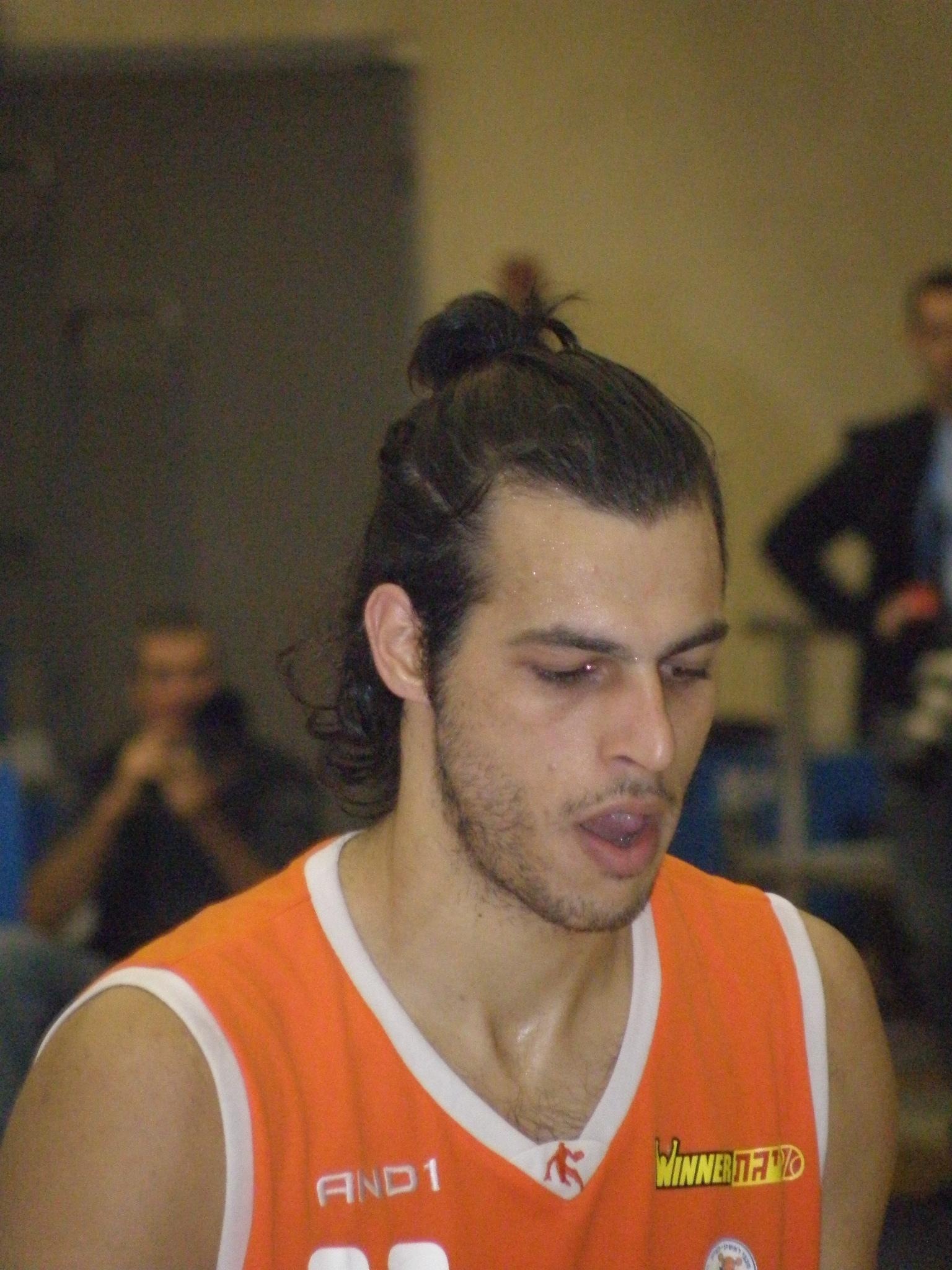
Avraham Ben Chimol (2010)

Avraham Ben Chimol (* 22. Mai 1985 in Kfar Saba, Israel) ist ein israelischer Basketballspieler. Er ist 1,92 m groß und spielt auf der Spielerposition eines Shooting Guards.

## Spielerlaufbahn
Avraham Ben Chimol begann seine Profikarriere bei Maccabi Tel Aviv. Mit dem Verein gewann Chimol am 1. Mai 2004 in Tel Aviv, in der Nokia Arena des Vereins, das EuroLeague-Finale gegen den italienischen Basketballverein Fortitudo Bologna. Chimol spielt derzeit für Hapoel Galil Elyon.
Avraham Ben Chimol bestritt international für die israelische U-18 und U-20 Auswahl Länderspiele und ist im Spielerkader der israelischen Basketballnationalmannschaft.